# Ormacleit Castle
Ormacleit Castle (in het Schots-Gaelisch: Caisteal Ormacleit), ook wel Ormiclate Castle genoemd, is een vroeg-achttiende-eeuws kasteel, gelegen in Ormacleit, 0,8 kilometer ten oosten van de Atlantische Oceaan, 19 kilometer ten noorden van Lochboisdale op South Uist in de Schotse Buiten-Hebriden.

## Geschiedenis
Ormacleit Castle werd gebouwd tussen 1701 en 1708 door Ailean, het negende hoofd van de clan Ranald. Het is een van de laatst gebouwde kastelen in Schotland.
Het kasteel werd slechts zeven jaar bewoond; in 1715 verwoestte een brand het interieur van het kasteel. Sommige verhalen vertellen dat de brand begon op de avond van 13 november 1715; op die dag werden de jacobieten verslagen in de Slag van Sheriffmuir.
In deze slag werd het hoofd van de clan gedood.
Ormacleit Castle werd niet herbouwd.

## Bouw
De plattegrond van Ormacleit Castle is T-vormig met de poot van de "T" naar het oosten gericht. Het kasteel had twee verdiepingen en een zolder; aan de noordwestelijke zijde was een binnenplaats. In de keuken bevindt zich een grote haard.
Aan de oostzijde is er een uitbouw met een raamloze gevel. Aan beide zijden bevindt zich een dichtgemetselde deur en raam.
Aan de zuidwestelijke zijde bevindt zich een vroegere vleugel, die in de 21e eeuw in gebruik is als boerderij.
De plaatselijke traditie verhaalt dat het kasteel gebouwd werd door Franse metselaars en dat Franse kalksteen werd gebruikt als hoekstenen; deze steensoort was sterker dan de lokale gneiss. Deze hoekstenen werden later geroofd om ze te gebruiken als maalstenen. Verder vertelt de traditie dat het dak van marmer was gemaakt; archeologisch onderzoek toonde fragmenten van platte stenen van groene gneiss.

## Beheer
Ormacleit Castle is privé-eigendom en enkel het exterieur kan bekeken worden vanaf de publieke weg. De ruïne is gevaarlijk bouwvallig.